# Anjerfamilie
De anjerfamilie (Caryophyllaceae) is een familie van meest kruidachtige planten in de orde Caryophyllales. De familie komt wereldwijd voor met de nadruk op streken met een gematigd klimaat. De grootste soortenrijkdom is te vinden in Europese en Aziatische gebieden rond de Middellandse Zee. Veel soorten worden als sierplant gebruikt, sommige worden beschouwd als onkruid.
Kenmerken:
- Bladeren meestel tegenoverstaand en enkelvoudig
- Meestal vijf kelk- en kroonbladeren
- Meestal bovenstandig vruchtbeginsel
- Plant bloeit van binnen naar buiten

## Soorten
Van de volgende in Nederland voorkomende soorten bestaan artikelen:
| Nederlandse naam        | Botanische naam                                |
| ----------------------- | ---------------------------------------------- |
| Bolderik                | Agrostemma githago                             |
| Gewone zandmuur         | Arenaria serpyllifolia                         |
| Akkerhoornbloem         | Cerastium arvense                              |
| Kalkhoornbloem          | Cerastium brachypetalum                        |
| Glanzige hoornbloem     | Cerastium fontanum subsp. holosteoides         |
| Gewone hoornbloem       | Cerastium fontanum subsp. vulgare              |
| Kluwenhoornbloem        | Cerastium glomeratum                           |
| Steenhoornbloem         | Cerastium pumilum                              |
| Zandhoornbloem          | Cerastium semidecandrum                        |
| Riempjes                | Corrigiola litoralis                           |
| Besanjelier             | Cucubalus baccifer                             |
| Ruige anjer             | Dianthus armeria                               |
| Kartuizer anjer         | Dianthus carthusianorum                        |
| Steenanjer              | Dianthus deltoides                             |
| Prachtanjer             | Dianthus superbus                              |
| Gipskruid               | Gypsophila muralis                             |
| Pluimgipskruid          | Gypsophila paniculata                          |
| Kaal breukkruid         | Herniaria glabra                               |
| Behaard breukkruid      | Herniaria hirsuta                              |
| Heelbeen                | Holosteum umbellatum                           |
| Zeepostelein            | Honckenya peploides                            |
| Grondster               | Illecebrum verticillatum                       |
| Tengere veldmuur        | Minuartia hybrida                              |
| Drienerfmuur            | Moehringia trinervia                           |
| Slanke mantelanjer      | Petrorhagia prolifera                          |
| Kransmuur               | Polycarpon tetraphyllum                        |
| Donkere vetmuur         | Sagina apetala                                 |
| Sierlijke vetmuur       | Sagina nodosa                                  |
| Liggende vetmuur        | Sagina procumbens                              |
| Priemvetmuur            | Sagina subulata                                |
| Muurzeepkruid           | Saponaria ocymoides                            |
| Zeepkruid               | Saponaria officinales                          |
| Eenjarige hardbloem     | Scleranthus annuus                             |
| Overblijvende hardbloem | Scleranthus perennis                           |
| Stengelloze silene      | Silene acaulis                                 |
| Brandende liefde        | Silene chalcedonica, Lychnis chalcedonica      |
| Kegelsilene             | Silene conica                                  |
| Dagkoekoeksbloem        | Silene dioica, Melandrium rubrum               |
| Echte koekoeksbloem     | Silene flos-cuculi, Lychnis flos-cuculi        |
| Franse silene           | Silene gallica                                 |
| Avondkoekoeksbloem      | Silene latifolia subsp. alba, Melandrium album |
| Blaassilene             | Silene vulgaris                                |
| Gewone spurrie          | Spergula arvensis                              |
| Heidespurrie            | Spergula morisonii                             |
| Gerande schijnspurrie   | Spergularia media                              |
| Rode schijnspurrie      | Spergularia rubra                              |
| Zilte schijnspurrie     | Spergularia salina                             |
| Watermuur               | Stellaria aquatica                             |
| Grasmuur                | Stellaria graminea                             |
| Grote muur              | Stellaria holostea                             |
| Vogelmuur               | Stellaria media                                |
| Heggenvogelmuur         | Stellaria neglecta                             |
| Bosmuur                 | Stellaria nemorum                              |
| Duinvogelmuur           | Stellaria pallida                              |
| Zeegroene muur          | Stellaria palustris                            |
| Moerasmuur              | Stellaria uliginosa, Stellaria alsine          |

## Geslachten
De familie telt tegen de honderd geslachten, waarvan de volgende voorkomen in Nederland en België:
- Agrostemma
- Arenaria (geslacht Zandmuur)
- Cerastium (geslacht Hoornbloem)
- Corrigiola
- Dianthus (geslacht: Anjer)
- Gypsophila (geslacht Gipskruid)
- Herniaria (geslacht Breukkruid)
- Holosteum
- Honckenya
- Illecebrum
- Lychnis (geslacht Koekoeksbloem)
- Minuartia (geslacht Veldmuur)
- Moehringia
- Moenchia
- Myosoton
- Petrorhagia (geslacht Mantelanjer)
- Polycarpon
- Sagina (geslacht Vetmuur)
- Saponaria
- Scleranthus (geslacht Hardbloem)
- Silene
- Spergula (geslacht Spurrie)
- Spergularia (geslacht Schijnspurrie)
- Stellaria (geslacht Muur)
- Vaccaria